# Diploastrea
Diploastrea is een geslacht van neteldieren uit de klasse van de Anthozoa (bloemdieren).

## Soort
- Diploastrea heliopora (Lamarck, 1816)